# Couze (Gartempe)
Die Couze ist ein Fluss in Frankreich, der im Département Haute-Vienne in der Region Nouvelle-Aquitaine verläuft. Sie entspringt im Bergland Monts d’Ambazac im Gemeindegebiet von Saint-Léger-la-Montagne, entwässert generell in nordwestlicher Richtung, wird mehrfach zu Seen aufgestaut und mündet nach rund 35 Kilometern an der Gemeindegrenze von Rancon und Balledent als linker Nebenfluss in die Gartempe. Im Mündungsbereich verzweigt der Fluss in mehrere Flussarme.

## Orte am Fluss
(Reihenfolge in Fließrichtung)
- Saint-Léger-la-Montagne
- Razès
- Saint-Pardoux
- Balledent

## Sehenswürdigkeiten
- Romanische Brücke über den Fluss bei Saint-Léger-la-Montagne – Monument historique[3]